# Comtés de l'État d'Hawaï

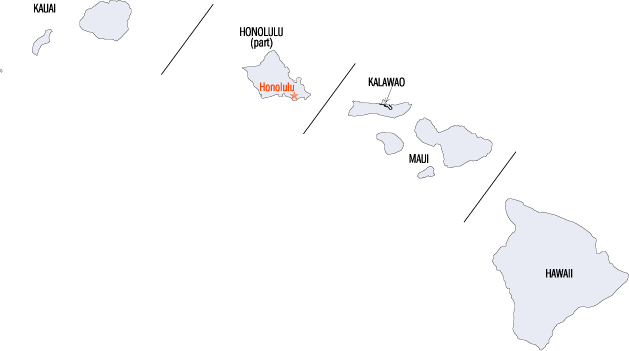
Comtés d'Hawaï.

Cet article présente une liste des comtés d'Hawaï. L'État américain d'Hawaï est divisé en cinq comtés.

## Par ordre alphabétique
La liste suivante donne pour chacun des comtés son nom et son siège. Les codes HASC et FIPS 6-4 de chaque comté sont également indiqués.
Le Comté d'Honolulu porte le nom de cité et comté d'Honolulu ; il s'agit d'un exemple de territoire où la municipalité et le comté qui la contient ont fusionné.
| Nom      | HASC     | FIPS 6-4 | Siège    | Localisation                                                                      |
| -------- | -------- | -------- | -------- | --------------------------------------------------------------------------------- |
| Hawaï    | US.HA.HA | 15001    | Hilo     | Île d'Hawaï                                                                       |
| Honolulu | US.HA.HO | 15003    | Honolulu | Île d'Oahu et totalité des îles sous le vent, au nord-ouest de l'archipel d'Hawaï |
| Kalawao  | US.HA.KL | 15005    | Aucun    | Péninsule Kalaupapa sur l'île Molokai                                             |
| Kauai    | US.HA.KU | 15007    | Lihue    | Îles Kauai et Niihau                                                              |
| Maui     | US.HA.MA | 15009    | Wailuku  | Îles Maui, Kahoolawe, Lanai et la majeure partie de Molokai                       |

## Par superficie
La liste suivante donne pour chacun des comtés sa superficie.
| Nom      | Superficie (km²) | Sup. terres (km²) | Sup. eaux (km²) | % eaux (%) |
| -------- | ---------------- | ----------------- | --------------- | ---------- |
| Hawaï    | 13 174           | 10 433            | 2 741           | 20,81      |
| Maui     | 6 213            | 3 003             | 3 210           | 51,67      |
| Honolulu | 5 509            | 1 555             | 3 954           | 71,77      |
| Kauai    | 3 280            | 1 612             | 1 668           | 50,85      |
| Kalawao  | 136              | 34                | 102             | 75,00      |

## Par population
La liste suivante donne pour chacun des comtés sa population totale.
| Nom      | Population (hab., 2016) | Terres (km²) | Densité (hab./km², 2016) |
| -------- | ----------------------- | ------------ | ------------------------ |
| Honolulu | 992 605                 | 1 555        | 564                      |
| Hawaï    | 198 449                 | 10 433       | 17,7                     |
| Maui     | 165 386                 | 3 003        | 51                       |
| Kauai    | 72 029                  | 1 612        | 42                       |
| Kalawao  | 88                      | 34           | 2,9                      |